# Camémbaro, Zitácuaro
Camémbaro är en ort i Mexiko.   Den ligger i kommunen Zitácuaro och delstaten Michoacán de Ocampo, i den södra delen av landet, 130 km väster om huvudstaden Mexico City. Camémbaro ligger 1 740 meter över havet och antalet invånare är 1 021.
Terrängen runt Camémbaro är kuperad. Runt Camémbaro är det tätbefolkat, med 319 invånare per kvadratkilometer. Närmaste större samhälle är Heróica Zitácuaro, 4,5 km öster om Camémbaro. I omgivningarna runt Camémbaro växer huvudsakligen savannskog.